# Мордовокарайское муниципальное образование
Мордовокарайское муниципальное образование — сельское поселение в Романовском районе Саратовской области Российской Федерации.
Административный центр — село Мордовский Карай.
6 марта 2019 года к Мордовокарайскому муниципальному образованию присоединено Алексеевское муниципальное образование.

## История
Статус и границы сельского поселения установлены Законом Саратовской области от декабря 2004 года № 102-ЗСО «О муниципальных образованиях, входящих в состав Романовского муниципального района»

## Население
| 2010  | 2011  | 2012  | 2013  | 2014  | 2015  | 2016  |
| ----- | ----- | ----- | ----- | ----- | ----- | ----- |
| 1720  | ↘1709 | ↘1703 | ↘1652 | ↘1623 | ↘1575 | ↘1549 |
| 2017  | 2018  | 2019  | 2020  | 2021  |       |       |
| ↘1543 | ↘1506 | ↘1486 | ↗2177 | ↘1987 |       |       |

## Состав сельского поселения
В состав муниципального образования входят 4 населённых пункта:
| № | Населённый пункт | Тип населённого пункта       | Население |
| - | ---------------- | ---------------------------- | --------- |
| 1 | Алексеевский     | посёлок                      | ↘679      |
| 2 | Бык              | село                         | ↘159      |
| 3 | Вязовая          | деревня                      | ↘191      |
| 4 | Дикавка          | село                         | 5         |
| 5 | Мордовский Карай | село, административный центр | ↗1370     |
| 6 | Ольховка         | село                         | 2         |
| 7 | Памятка          | посёлок                      | ↘271      |

### Упразднённые населённые пункты
- село Ежовка